# Kaunata
Kaunata est un village de l'est du Latgale en Lettonie. Proche du point de jonction entre la frontière de la Russie et celle de la Biélorussie, la commune est le centre administratif de la paroisse du même nom (Kaunatas pagasts).